# شبکه منطق مارکوف

## شبکه منطق مارکوف (Markov logic network)
یک شبکهٔ منطق مارکوف  یا (MLN) منطقی احتمالاتی است که ایده‌های یک شبکه مارکوف به منطق رتبه اول را به کار می‌گیرد که استنتاج نا مطمئن را فراهم کند.
شبکه‌های منطق مارکوف، منطق رتبه اول را تعمیم می‌دهند، به این معنا که، در یک محدوده مطمئن، تمام جملات غیر رضایتمند احتمالی صفر دارند و تمام همان‌گوها احتمال یک دارند.

## شرح
به‌طور خلاصه، شبکه منطق مارکوف کلکسیونی از فرمول‌ها از منطق رتبه اول است که به هر یک از فرمول‌ها عددی حقیقی (وزن) تخصیص داده شده‌است. رأس‌های گراف شبکه فرمول‌های اتمی هستند و یال‌ها رابط‌های منطقی استفاده شده در ساخت  فرمول هستند. هر فرمول به عنوان یک گروهک فرض می‌شود و روکش مارکوف مجموعه‌ای از فرمول‌هاست که درون آن‌ها اتم داده شده ظاهر می‌شود. یک تابع پتانسیل به هر فرمول اختصاص داده شده‌است و هنگامی که فرمول درست است مقدار ۱ می‌گیرد و صفر هنگامی که  نادرست است . تابع پتانسیل ترکیبی از  وزن به صورت  اندازه‌گیری گیبز و تابع تجزیه  برای گراف مارکوف است.
در تعریف بالا نکتهٔ ظریفی شرح داده شده‌است: فرمول‌های اتمی ارزش درستی ندارند مگر آنکه آن‌ها پایه گذاری شده باشند و تفسیری ارائه داده باشند تا هنگامی که فرمول‌ها اتم‌ها را با تفسیر هربند پایه گذاری می‌کنند. بنابراین شبکه منطق مارکوف می‌شود شبکه مارکوف ،فقط با  توجه به پایه  و تفسیر ویژه، در نتیجه شبکه مارکوف شبکه مارکوف پایه نامیده می‌شود. رأس‌های گراف شبکه مارکوف پایه، اتم‌های پایه هستند. بنابراین اندازه نتیجه شبکه مارکوف به شدت (به‌صورت نمایی) بستگی به تعداد ثابتها در ناحیه ی بحث دارد.

## استنتاج
هدف استنتاج در شبکه منطق مارکوف  پیدا کردن توزیع ایستا ی سیستم یا نزدیک به آن است که این ممکن است دشوار باشد یا همیشه توضیحش با غنای رفتار مشاهده شده در مدل lising  ممکن نباشد. همچون شبکه مارکوف، توزیع ایستا  انتصابات محتمل احتمالات به رأس‌های گراف را پیدا می‌کند. در این مورد  رأس‌ها اتم‌های پایهٔ یک تفسیر هستند. توزیع احتمال  درست یا نادرستی هر اتم پایه را نشان می‌دهد. با توجه به توزیع ایستا، می‌تواند در مفهوم سنتی آماری احتمال شرطی استنتاج انجام دهد:  احتمال {\displaystyle P(A|B)}     را بدست می‌دهد که فرمول  A با توجه به درستی B درست است 
استنتاج در MLN می‌تواند  با استفاده از  تکنیک‌های استاندارد استنتاجی شبکه مارکوف بر روی  زیر مجموعه حداقل از شبکه مارکوف مورد نیاز برای پاسخ به پرس و جو صورت بگیرد.
این تکنیک‌های belief propagation  یا تخمین با pseudolikelihood، شامل نمونه گیری گیبس هستند، که تأثیرگذار هستند اما ممکن است برای شبکه‌های بزرگ بیش از اندازه آهسته باشند.

## Resources
- Richardson, Matthew; Domingos, Pedro (2006). "Markov Logic Networks" (PDF). Machine Learning. 62 (1–2): 107–136. doi:10.1007/s10994-006-5833-1.

## See also
- Statistical relational learning
- Probabilistic logic network

## External links
- University of Washington Statistical Relational Learning group
- Alchemy: Markov logic networks in C++
- ProbCog: Markov logic networks in Python and Java[پیوند مرده]
- PyMLNs: Markov logic networks in Python (includes GUI wrappers for Alchemy)
- markov thebeast: Markov logic networks in Java
- Tuffy: A Scalable MLN Inference Engine